# Peres Chepchirchir
Peres Chepchirchir (27 september 1993) is een Keniaanse atlete, die is gespecialiseerd in afstanden van 10 km tot de halve marathon. Ze werd in 2016 wereldkampioene op de halve marathon. Ook schreef ze diverse grote internationale wedstrijden op haar naam.
Met een persoonlijke besttijd van 1:05.06 op de halve marathon was zij in 2017 korte tijd wereldrecordhoudster op die afstand.

## Biografie
Op 28 september 2014 maakte Chepchirchir haar internationale debuut in Frankrijk tijdens de halve marathon van Montbéliard, waar ze eerste werd in een tijd van 1:09.12. Vier weken later won ze Marseille-Cassis (20 km).
In 2015 won Peres Chepchirchir de Grand Prix in Praag (10 km) in 30.55 en tegelijkertijd vestigde ze een persoonlijk record. Ze won de halve marathon van Ústí nad Labem en voor de tweede achtereenvolgende keer Marseille-Cassis.
In de sterk bezette halve marathon van Ras al-Khaimah, waar Cynthia Limo won in de twee na beste tijd ooit, werd Chepchirchir vierde in een PR-tijd van 1:06.39. Ze won in 2016 de halve marathon van Yangzhou, de 10 km van Bangalore, de 10 km van Ottawa en de halve marathon van Ústí nad Labem.
Op het WK Halve Marathon van 2016 in Cardiff won Chepchirchir de individuele titel in een tijd van 1:07.31 en won ook het teamklassement tezamen met haar landgenotes Cynthia Limo, Mercy Wacera en Gladys Chesire.
In 2017 verbrak Chepchirchir het wereldrecord voor de vrouwen tijdens de halve marathon van Ras al-Khaimah in een tijd van 1:05.06. Ze verbeterde het oude wereldrecord van Florence Kiplagat met drie seconden, gelopen tijdens de halve marathon van Barcelona in 2014.
In 2020 won ze de marathon van Valencia.

## Titels
- Wereldkampioene halve marathon - 2016
- Wereldkampioene halve marathon team - 2016

## Persoonlijke records
| Onderdeel      | Prestatie                          | Datum            | Plaats         |
| -------------- | ---------------------------------- | ---------------- | -------------- |
| 5 km           | 15.12                              | 18 april 2015    | Boston         |
| 10 km          | 30.55                              | 5 september 2015 | Praag          |
| 20 km          | 1:03.13                            | 12 februari 2016 | Ras al-Khaimah |
| halve marathon | 1:05.06 (ex-WR)                    | 10 februari 2017 | Ras al-Khaimah |
| marathon       | 2:16.16 (ex-WR vrouwenwedstr.; NR) | 21 april 2024    | Londen         |

## Palmares

### 5 km
- 2014:  San Silvestro Boclassic in Bolzano - 15.50,5

### 10 km
- 2013: 5e Spar Grand Prix Series in Durban - 34.40
- 2013:  Waterfall Superspar Forest in Durban - 35.07
- 2013:  Checkout Ladies in Durban - 35.10
- 2014:  Corrida de Houilles - 31.34
- 2015:  Ottawa - 31.18,0
- 2015:  Birell Grand Prix Praha in Praag - 30.55
- 2015:  Corrida de São Silvestre in Luanda - 33.07
- 2016:  TCS World in Bengaluru - 32.15
- 2016:  Ottawa - 31.28,8

### 20 km
- 2014:  Marseille-Cassis Classic - 1:10.04
- 2015:  Marseille-Cassis Classic - 1:06.01

### halve marathon
- 2014:  halve marathon van Montbéliard - 1:09.12,0
- 2015:  halve marathon van Ústí nad Labem - 1:07.17
- 2016: 4e halve marathon van Ras al-Khaimah - 1:06.39
- 2016:  WK in Cardiff - 1:07.31
- 2016:  halve marathon van Valencia - 1:07.09
- 2016:  halve marathon van Yangzhou - 1:07.21
- 2016:  halve marathon van Ústí nad Labem - 1:07.24
- 2016: 5e halve marathon van New Delhi - 1:08.28
- 2017:  halve marathon van Ras al-Khaimah - 1:05.06 (WR)
- 2019: 6e halve marathon van Ras al-Khaimah - 1:07.36
- 2024: 7e halve marathon van Ras al-Khaimah - 1:07.19

### marathon
- 2013:  marathon van Kisumu - 2:47.33
- 2020:  marathon van Valencia - 2:17.16
- 2024:  marathon van Londen - 2:16.16 (WR vrouwenwedstr.)

1984: Joan Benoit ·
1988: Rosa Mota ·
1992: Valentina Jegorova ·
1996: Fatuma Roba ·
2000: Naoko Takahashi ·
2004: Mizuki Noguchi ·
2008: Constantina Diță ·
2012: Tiki Gelana ·
2016: Jemima Sumgong ·
2020: Peres Chepchirchir ·
2024: Sifan Hassan